# Matheus Anjos
Matheus Aleksander dos Anjos (Campinas, 21 dicembre 1998) è un calciatore brasiliano, centrocampista del Capital in prestito dal Primavera.

## Caratteristiche tecniche
È un trequartista.

## Carriera
Cresciuto nelle giovanili dell'Atlético Paranaense, ha esordito in prima squadra il 29 gennaio 2017 in occasione di un match del Campionato Paranaense pareggiato 1-1 contro il Rio Branco-PR.

## Statistiche

### Presenze e reti nei club
Statistiche aggiornate al 17 marzo 2018.
| Stagione        | Squadra             | Campionato      | Campionato | Campionato | Coppe nazionali | Coppe nazionali | Coppe nazionali | Coppe continentali | Coppe continentali | Coppe continentali | Altre coppe | Altre coppe | Altre coppe | Totale | Totale | Totale |
| Stagione        | Squadra             | Comp            | Pres       | Reti       | Comp            | Pres            | Reti            | Comp               | Pres               | Reti               | Comp        | Pres        | Reti        | Pres   | Reti   |        |
| --------------- | ------------------- | --------------- | ---------- | ---------- | --------------- | --------------- | --------------- | ------------------ | ------------------ | ------------------ | ----------- | ----------- | ----------- | ------ | ------ | ------ |
| 2017            | Atlético Paranaense | A1/PR+A         | 9+7        | 4+0        | CB              | 2               | 0               | CL                 | 0                  | 0                  |             | -           | -           | 18     | 4      |        |
| 2018            | Atlético Paranaense | A1/PR+A         | 6+0        | 0          | CB              | 0               | 0               | CS                 | 0                  | 0                  |             | -           | -           | 6      | 0      |        |
| Totale carriera | Totale carriera     | Totale carriera | 22         | 4          |                 | 2               | 0               |                    | 0                  | 0                  |             | -           | -           | 24     | 4      |        |